# ملبيغة عنقودية
ملبيغيا عنقودية (الاسم العلمي:Malpighia racemosa) هي نوع من النباتات يتبع جنس الملبيغيا من الفصيلة الملبيغية.